# Jonas Åkerlund
Jonas Åkerlund (n. 10 noiembrie 1965) este un regizor suedez de filme și videoclipuri muzicale și de asemenea baterist. Este recunoscut pentru videoclipuri care adesea parodiază trailere de filme sau scurtmetraje. Videoclipul realizat pentru cântecul Madonnei, "Ray of Light" a câștigat un premiu Grammy pentru cel mai bun videoclip precum și un număr de șapte premii la ediția din 1998 a premiilor MTV Video Music Awards, printre care și acela de "Videoclipul anului".